# ابوبه دورو
ابوبه دورو (انگلیسی: Ebube Duru؛ زادهٔ ۳۱ ژوئیهٔ ۱۹۹۹) بازیکن فوتبال اهل نیجریه است.
وی همچنین در تیم‌های ملی فوتبال زیر ۲۳ سال و بزرگسالان نیجریه بازی کرده است.